# Грабув-над-Проснон (гмина)
Грабув-над-Проснон (пол. Grabów nad Prosną) — гмина (волость) в Польше, входит как административная единица в Остшешувский повет, Великопольское воеводство. Население — 7863 человека (на 2004 год).

## Сельские округа
1. Бобровники
2. Буковница
3. Хлево
4. Дембиче
5. Гижыце
6. Грабув-Пусткове
7. Грабув-Вуйтоство
8. Копед
9. Ксёнженице
10. Кузница-Бобровска
11. Маршалки
12. Паляты
13. Секежин
14. Скшинки
15. Смольники
16. Завады

## Соседние гмины
1. Гмина Чайкув
2. Гмина Дорухув
3. Гмина Галевице
4. Гмина Крашевице
5. Гмина Микстат
6. Гмина Остшешув
7. Гмина Серошевице